# Санько, Ёла Ивановна
Ёла Ива́новна Санько́ (род. 18 февраля 1947, Ташкент) — советская и российская актриса театра и кино.

## Биография
Родилась в семье генерал-майора артиллерии Героя Советского Союза И. Ф. Санько (1903—1985) и советской театральной актрисы Елены Дмитриевны Санько (в девичестве — Маркелова; 1922—1984). Младшая сестра — актриса Наталия Санько. По национальности украинка.
В 1969 году окончила Высшее театральное училище имени Б. В. Щукина (художественный руководитель курса — Вера Львова, режиссёр-педагог — Леонид Шихматов).
Была участницей популярной телепередачи «Кабачок „13 стульев“», где играла роль второй официантки по имени Ванда.
С 1969 по 1979 год — актриса Московского драматического театра имени А. С. Пушкина, Московского драматического театра на Малой Бронной.
С 1979 по 1984 год — актриса русской труппы Драматического театра Прикарпатского военного округа в городе Львове (Украинская ССР).
С 1985 по 2006 год — актриса Центрального академического театра Советской армии (ЦАТСА) (с 1993 года — ЦАТРА) в Москве.
В мае 2023 года приняла участие в скетчкоме «Истории большой страны» на канале «Россия-1».

### Личная жизнь
Была замужем за актёром театра и эстрады Яном Арлазоровым; брак просуществовал недолго, но вылился в длительную вражду. Супруги не общались 24 года — до самой смерти Арлазорова в 2009 году. В этом браке появилась дочь Алёна (Елена) Санько.
В 1979 году Санько вместе с дочерью уезжала во Львов (Украинская ССР), где работала в русской труппе Драматического театра Прикарпатского военного округа. Затем с дочерью и новым избранником[уточнить] жили в Германии. Через несколько лет вернулась обратно в Москву.

## Фильмография

### Роли в кино
- 1956 — Полюшко-поле — Света, дочь Савицкого
- 1964 — Мы, русский народ — Боевая
- 1965 — Здравствуй, это я! — Ёлочка, дочь Олега
- 1967 — Хроника пикирующего бомбардировщика — Катя-подавальщица
- 1968 — Сказы Уральских гор (документальный) — Катя
- 1969 — Кабачок «13 стульев» (1966—1980) — пани Ванда
- 1969 — Анна Снегина (фильм-спектакль) — Анна
- 1969 — Бедность не порок (фильм-спектакль) — Любовь Гордеева
- 1971 — Красная метель — Илуца Балтэ
- 1971 — Что делать? (фильм-спектакль) — читательница
- 1972 — Цирк зажигает огни — Галина Петрова, артистка цирка
- 1973 — Мегрэ и человек на скамейке (фильм-спектакль) — Арлетта
- 1973 — Тихоня — Галина Сергеевна
- 1973 — В номерах (фильм-спектакль) — Катюша, жена репортёра
- 1973 — Родной дом —
- 1973 — Человек со стороны (фильм-спектакль) — Римма
- 1974 — Про мальчика, бабушку-газетчицу и разбитые очки (фильм-спектакль) — мама
- 1975 — Персональное дело (фильм-спектакль) — Елена Маева
- 1976 — Легенда о Тиле — девица, шпионка в трактире
- 1977 — Личное счастье — Ольга Владимировна, вторая жена Бабулова
- 1977 — Объяснение в любви — Люба, подруга Зины, влюблённая в Гладышева
- 1977 — Служебный роман — гостья у Самохваловых (нет в титрах)
- 1979 — И придёт день... — Мария
- 1979 — Удивительные приключения Дениса Кораблёва — Ася Кораблёва, мама Дениса
- 1979 — Утренний обход — Регина, жена Алика
- 1987 — Жил-был Шишлов — Мчиславская
- 1987 — Этот фантастический мир (фильм-спектакль) — жена неизвестного (выпуск № 13)
- 1987 — Статья (фильм-спектакль) — Калачёва
- 1987 — Женщины, которым повезло — Ксения Васильевна, одна из клиенток Нины
- 1998—2003 — Самозванцы — Инна Дмитриевна
- 2002 — Виллисы — охранница
- 2002 — Воровка 2. Счастье напрокат — прокурор
- 2003 — Евлампия Романова. Следствие ведёт дилетант — Майя Платова (фильм № 3 «Сволочь ненаглядная»)
- 2003 — Жизнь одна — зам. директора
- 2003 — Москва. Центральный округ — уборщица Фима (серия № 8 «Хрустальный шар»)
- 2004 — Бальзаковский возраст, или Все мужики сво… — мать Жана (серии № 4 и № 12 «Свидания в пятницу вечером» и «Закон Приходько»)
- 2004 — Даша Васильева. Любительница частного сыска-3 — хозяйка кота Филимона (фильм № 1 «Бассейн с крокодилами»)
- 2004 — Слушатель — кассирша, выдавала «смешную» зарплату по паспорту Петрова
- 2004 — Чудеса в Решетове — бабушка Ядвига/Баба Яга
- 2004—2008 — Моя прекрасная няня —
- 2005 — Стая — Анна Владимировна, мать Николая
- 2005 — Частный детектив — Миронова (серия № 1 «Без царя в голове»)
- 2006 — Блюз опадающих листьев — врач-реаниматолог
- 2006 — Большая любовь — Калерия Степановна Полторак
- 2006 — Бункер, или Учёные под землёй — Раиса Александровна, секретарь
- 2006 — Виола Тараканова. В мире преступных страстей-3 (фильм № 2 «Концерт для колобка с оркестром») — Антонина Витальевна Гостева, приёмная мама Яны (фильм 2: «Концерт для колобка с оркестром»)
- 2006 — В круге первом — жена заключённого (серия № 4)
- 2006 — Громовы — Грета Карловна, работница химзавода
- 2006 — Добрая весть —
- 2006 — Марфа и её щенки —
- 2006 — Тупой жирный заяц — Курица
- 2007 — Вся такая внезапная — Ульяна Ивановна Румянцева, бабушка Саши (серии: «Сбежавшая невеста», «Коммунальные разборки», «Хотели как лучше»)
- 2007 — Глянец — мама Гали
- 2007 — Громовы. Дом надежды — Грета Карловна, работница химзавода
- 2007 — Завещание Ленина — преподаватель
- 2007 — Защита против — Рассохина, клиентка Вадима
- 2007 — Звезда империи — Кшесинская в старости
- 2007 — Короли игры — бабушка (серия 10)
- 2007 — Кризис Веры — психотерапевт
- 2007 — Кто в доме хозяин? — Ольга Леонардовна, мама Антонины и бабушка Даши (серия № 134 «Бабуля»)
- 2007 — Никогда не забуду! —
- 2007 — Путейцы (серия № 4 «Капризы Мельпомены») —
- 2007 — Путешествие —
- 2007 — У каждого своё кино — билетёрша
- 2007—2008 — Атлантида — Замула
- 2008 — Без вины виноватые — Арина Галчиха
- 2008 — Взрослая жизнь девчонки Полины Субботиной — психиатр
- 2008 — Девочка моя — Светлана Ивановна
- 2008 — И всё-таки я люблю... — судья
- 2008 — Исчезнувшая империя — продавец в букинистическом магазине
- 2008 — Марево — Горпына, прислуга Ивана Никифоровича
- 2008 — Про любовь — Ада
- 2008 — Самый лучший вечер — Нина Константиновна Куницина, соседка Свиридовых
- 2009 — Игры для взрослых — соседка
- 2009 — И примкнувший к ним Шепилов — мать Маленкова
- 2009 — Как же быть сердцу — Аграфена Ивановна, квартирная хозяйка
- 2009 — Московский дворик — баба Дуня, соседка в коммуналке
- 2009 — Несколько призрачных дней —
- 2009 — Подарок судьбы — Елена Марковна, работница музея
- 2009 — Предлагаемые обстоятельства — мать Маргариты Сергеевны (часть № 4 «Богатый наследник»)
- 2009 — Сердце капитана Немова — Светлана Павловна, директор школы
- 2009 — Участковая — Долорес Борисовна, соседка Шатрова (серия № 8 «Личная заинтересованность»)
- 2009 — Черчилль — Ирма Гумбольт, писательница мистических романов (фильм № 1 «Ночной визит»)
- 2010 — Игры для взрослых — соседка
- 2010 — V Центурия. В поисках зачарованных сокровищ — Зарина
- 2010 — Багровый цвет снегопада — старуха
- 2010 — Голоса — Валентина Сергеевна (серия № 13)
- 2010 — Девичник — Ковальчук
- 2010 — Если небо молчит — мама Риты
- 2010 — Залезь на Луну — мать Димы
- 2010 — Которого не было — эпизод
- 2010 — Партизаны — бабушка Алёны
- 2010 — Попытка Веры — Елена Ивановна Быкова
- 2010 — Русский шоколад — Алевтина Захаровна, мать Матвея Пахомова
- 2010 — Сыщик Самоваров — Анна Венедиктовна, пенсионерка
- 2011 — Папины дочки — бабушка Павла Сергеевича (серия № 306)
- 2011 — А счастье где-то рядом — тётя Шура, соседка
- 2011 — Группа счастья — Нина Ивановна Смольченко, вдова авиаконструктора (серия № 15)
- 2011 — Ели бы да кабы — Клавдия, жена Николая Кузнецова
- 2011 — Жила-была одна баба — тётка Чуманиха
- 2011 — Жуков — Эльжбета Яновна
- 2011 — Измена — мать Натальи
- 2011 — Краткий курс счастливой жизни — Эмма Алексеевна, бабушка Саши
- 2011 — Любовь на два полюса — Бася
- 2011 — Метод Лавровой — Антонова, театральная актриса (фильм № 12 «Смертельная доза»)
- 2011 — Сделано в СССР — Софья Соломоновна, соседка Михаила
- 2011 — Только ты — Валентина Ивановна, мать Эли
- 2011 — Чокнутая (фильм № 3) — мать Жоры
- 2012 — Вероника. Потерянное счастье — Карповна
- 2012 — Инспектор Купер (фильм № 1 «Чёрный человек») — бабушка Никиты
- 2012 — Красавица — Полина, тюремный врач
- 2012 — После школы — Майя Маратовна, мама Джалиля Рафаиловича, пенсионерка
- 2012 — Предчувствие — Варвара Сорокина
- 2012 — Самара — Арина Львовна Завадская
- 2012 — Сказка. Есть (новелла № 3 «Эпишоо») — Степанида Шея
- 2012 — Иван и Толян — Клавдия Семёновна, бабушка
- 2012 — Если бы да кабы — Клавдия, жена Николая Кузнецова
- 2013 — Дурная кровь — тётя Паша
- 2013 — Любовь в СССР — продавец в букинистическом магазине
- 2013 — Кухня-3 — Валентина Григорьевна, хозяйка квартиры (серия № 52)
- 2013 — Тётушки — тётушка Вера
- 2013 — Долгий путь домой (телесериал) — бывшая балерина
- 2013 — Отдать концы — баба Зина
- 2014 — Вий — дочь отца Паисия
- 2014 — Семейный бизнес — Любовь Григорьевна
- 2014 — Скорый «Москва — Россия» — бабка-стеклоочиститель
- 2014 — Учителя — Ангелина Степановна, учитель географии
- 2014 — Прошу поверить мне на слово — Изольда Эдуардовна, хореограф
- 2014 — Палач — Полина, бывшая заключённая (эпизод)
- 2015 — Обратная сторона Луны 2 — Ханна Ивановна Фельшунг
- 2015 — Он — дракон — старуха
- 2015 — Пуанты для плюшки — Светлана Аркадьевна, директор балетной школы
- 2015 — Рая знает — Римма Павловна, эксперт
- 2015 — Пионеры-герои — учительница пения
- 2016 — Выйти замуж за Пушкина — Аглая Петровна, библиотекарь
- 2016 — Всё исправить — старушка-иностранка
- 2016 — Рай — Изергиль, заключённая
- 2017 — Первый парень на деревне — сплетница
- 2017 — Гражданский брак — библиотекарь
- 2017 — Бабушка лёгкого поведения — амнезийщица
- 2017 — Охота на дьявола — тётя Зина
- 2018 — Другие — Донка, неродная цыганская бабушка Златы(Вали) — внучки Лидочки
- 2018 — Домашний арест — бабушка Аркадия
- 2018 — Хор — Химоза
- 2018 — Черновик — Галина Петровна, соседка Кирилла Максимова по лестничной площадке
- 2018 — Ван Гоги — Валентина Прокофьевна, мать Тани
- 2020 — Территория — марийская колдунья
- 2021 — Ряд 19 — ведьма
- 2021 — Предпоследняя инстанция — Оксана Егоровна Сиднева, бизнесвумен
- 2022 — Первый Оскар — продавщица в магазине
- 2022 — Художник — Марта Шнейдерс
- 2022 — Монастырь — матушка Евдокия
- 2023 — Папины дочки. Новые — соседка Вениамина
- 2023 — Тёща — экстрасенс
- 2024 — Внутри убийцы — соседка Веры Пустоты

- 2024 — Преступление и наказание — старуха-микрокредиторша

### Озвучивание и дубляж игровых фильмов и сериалов
- 2010 — Бьютифул — Беа
- 2011 — Забытый
- 2015 — Шпионский мост — Милли Байерс
- 2016 — Светская жизнь — Роз
- 2017 — Сплит — пожилая участница телеигры
- 2018 — От семьи не убежишь — мама Дюкенн
- 2019-2022 — Любовь. Смерть. Роботы — Джанет
- 2019 — Стекло — мать Элайджи Прайса
- 2019 — Пункт назначения: Смайл — Лина Сейбл
- 2020 — Академия супергероев — Сандра
- 2021 — Прошлой ночью в Сохо — мисс Коллинз
- 2023 — Папа, не звезди! — Фатима
- 2023 — Бал сумасшедших — Эмили

### Озвучивание мультфильмов
- 1976 — Зайка-зазнайка — зайка-дочка
- 2016 — Кубо. Легенда о самурае — Камейо
- 2016—2017 — Сказочный патруль — экскурсовод Ядвига Петровна
- 2017—2020 — Герои Энвелла — Мария Степановна, учительница
- 2017 — Гадкий я 3 — Марлена, мать Грю и Дрю
- 2019 — Семейка Аддамс — двоюродная бабушка Слум